# Гарві Вілсон Гаркнесс
Гарві Вілсон Гаркнесс (англ. Harvey Willson Harkness; 1821–1901) — американський міколог, один з перших мікологів, хто досліджував видовий склад грибів Каліфорнії.

## Біографія
Гарві Вілсон Гаркнесс народився 25 травня 1821 року в місті Пелхем штату Массачусетс сьомою дитиною в родині шотландського походження. Гарві навчався у Беркширському медичному коледжі, у 1847 році став лікарем. У 1849 році Гаркнесс з групою золотошукачів переїхав до Каліфорнії. З 1850 року він жив у Сакраменто. Гарві був одним із засновників школи у Сакраменто, згодом названої його ім'ям. У 1854 році Гарві Гаркнесс одружився з Амелією Грісвольд, однак через декілька місяців вона померла. У 1869 році Гаркнесс пішов на пенсію. Він познайомився з деякими будівельниками Трансконтинентальної залізниці, 10 травня 1869 Гарві Вілсон взяв участь в церемонії укладання її останньої шпали. Згодом Гарві переїхав до Сан-Франциско. У 1869 році він також декілька разів подорожував у східні штати США, до Європи та у Північну Африку. 17 листопада 1869 він на запрошення Ізмаїла Паші був присутній при відкритті Суецького каналу. 4 вересня 1871 року Гаркнесс був обраний до Каліфорнійської Академії наук, у 1879, 1884 та 1885 роках був її віце-президентом. З січня 1887 по січень 1896 року Гаркнесс був президентом Академії. Гарві Гаркнесс помер 10 липня 1901 року у Сан-Франциско.

## Окремі наукові роботи
- Harkness, H.W.; Moore, J.P. Catalogue of the Pacific Coast fungi. — San Francisco: California Academy of Sciences, 1880. — 46 p.

## Роди грибів, названі на честь Г.В.Гаркнесса
- Harknessia Cooke, 1881
- Harknessiella Sacc., 1889